# Jason Bonham
Jason Bonham (Dudley, 15 de julho de 1966) é um músico inglês, filho do lendário baterista do Led Zeppelin, John Bonham. Bonham nasceu na cidade de Dudley, em Worcestershire. Começou a tocar com quatro anos de idade, e apareceu com seu pai no filme The Song Remains The Same tocando uma bateria em miniatura. Aos 17 ele formou sua primeira banda, Airrace. Em 1987 Bonham juntou-se ao ex-guitarrista do Zeppelin Jimmy Page para gravar o álbum Outrider. No ano seguinte, ele apareceu com os outros integrantes do Zeppelin para uma "reunião" no show de 40 anos da Atlantic Records em Nova York. John Paul Jones declarou que a performance de Bonham foi incrível naquela noite. Seu primeiro disco solo, The Disregard Of Timekeeping foi lançado em 1989. O compacto Wait For You, tirado do álbum, foi um grande sucesso. Depois de uma recepção fria a seu segundo disco solo, Bonham passou a trabalhar como músico de sessão, ocasionalmente fazendo participações especiais em outras bandas.
No dia 12 de setembro de 2007, junto com Jimmy Page, Robert Plant e John Paul Jones participou de uma única apresentação para vinte mil pessoas em um show em homenagem a Ahmet Ertegün (falecido em 2006), fundador da gravadora do Led Zeppelin, a Atlantic Records, a renda da apresentação foi destinada a uma instituição que concede bolsas educacionais.

## Discografia
Solo
- 1989 Disresgard of Timekeeping (Bonham)
- 1992 Mad Hatter (Bonham)
- 1997 In the Name of My Father: Zepset (Jason Bonham Band)
- 1997 When You See the Sun (Jason Bonham Band)

Com bandas
- 1984 Airrace - Shaft of Light
- 1986 Virginia Wolf - Virginia Wolf
- 1987 Virginia Wolf - Push
- 1988 Jimmy Page - Outrider
- 1989 Various ‎– Stairway To Heaven / Highway To Hell
- 1993 Paul Rodgers - A Tribute To Muddy Waters: Muddy Water Blues
- 1994 Motherland - Peace 4 Me
- 1999 Little Steven - Born Again Savage
- 2000 Tributes - A Tribute To Ozzy: Bat Head Sou
- 2001 Soundtrack - Rock Star Movie
- 2002 Healing Sixes - Enormosound
- 2003 Quireboys - 100% Live 2002
- 2004 UFO - You Are Here
- 2005 UFO - Showtime
- 2005 Foreigner - Extended Version
- 2005 Tributes - A Tribute To Iron Maiden: Numbers From The Beast
- 2006 Joe Bonamassa - You & Me
- 2006 Foreigner - Live In '05
- 2007 Foreigner - Alive & Rockin´
- 2008 Foreigner - No End in Sight: the Very Best of Foreigner
- 2010 Black Country Communion - Black Country Communion
- 2011 Foreigner - Acoustique More
- 2011 Black Country Communion - 2
- 2012 Black Country Communion - Live Over Europe
- 2012 Black Country Communion - Afterglow
- 2012 Led Zeppelin - Celebration Day

## Filmografia
- Rock Star (2001)